# Manuel Pinto da Costa
Manuel Pinto da Costa (ur. 5 sierpnia 1937 w Água Grande) – polityk Wysp Świętego Tomasza i Książęcej, pierwszy prezydent tego kraju od 12 lipca 1975 do 4 marca 1991. Działacz niepodległościowy i założyciel Ruchu Wyzwolenia Wysp Świętego Tomasza i Książęcej (MLSTP), lider partii w latach 1972–1990 oraz 1998–2005. Kandydat w wyborach prezydenckich w 1996, 2001, 2011 i 2016. Prezydent Wysp Świętego Tomasza i Książęcej ponownie od 3 września 2011 do 3 września 2016.
Z wykształcenia doktor ekonomii, w latach 60. XX wieku zaangażował się w działalność ruchu narodowowyzwoleńczego, dążącego do uniezależnienia kraju od Portugalii. Uczestniczył w negocjacjach z władzami kolonialnymi, a po ogłoszeniu niepodległości przez Wyspy Świętego Tomasza i Książęcą został wybrany przez parlament ich pierwszym prezydentem. Jako prezydent najmniejszego państwa w Afryce, posiadał pełnię władzy, będąc jednocześnie szefem państwa, naczelnym dowódcą sił zbrojnych i szefem rządzącego MLSTP, jedynej działającej partii politycznej. W 1979 przejął dodatkowo uprawnienia szefa rządu.
Rządy Pinto da Costy charakteryzowały się brakiem swobód obywatelskich, zwalczaniem opozycji politycznej na zewnątrz i wewnątrz partii oraz budową aparatu bezpieczeństwa. Państwo przyjęło socjalistyczny model rozwoju, upaństwawiając własność prywatną i wprowadzając system gospodarki planowej. Prezydent utrzymywał ścisłe stosunki z dawnymi afrykańskimi koloniami portugalskimi oraz państwami bloku komunistycznego. Dopiero w połowie lat 80. XX wieku, w obliczu narastającego kryzysu gospodarczego, zdecydował się na zmianę kierunku politycznego, nawiązując współpracę z państwami zachodnimi i organizacjami międzynarodowymi.
Stopniowa transformacja gospodarcza i polityczna miała charakter pokojowy i zakończyła się w 1990, kiedy przyjęta została nowa konstytucja, wprowadzająca system wielopartyjny, kadencyjność głowy państwa oraz swobody demokratyczne. W 1991, po przegranej MLSTP-PSD w wyborach parlamentarnych, Pinto da Costa zrezygnował z planowanego startu w wyborach prezydenckich. Bezskutecznie starał się o urząd w dwóch kolejnych wyborach, w 1996 oraz w 2001. Udało się mu to za trzecim razem, w wyborach prezydenckich w 2011, w których wystartował jako kandydat niezależny.

## Edukacja
Manuel Pinto da Costa urodził się w 1937 w dystrykcie Água Grande na Wyspie Świętego Tomasza, terytorium wchodzącym wówczas w skład kolonii portugalskich. Jego ojciec był urzędnikiem zarządzającym plantacjami rolniczymi. Edukację rozpoczynał na wyspie, po czym ukończył seminarium w Angoli oraz kolegium w Lizbonie. Pod koniec lat 50. XX wieku został absolwentem University of London. Wyjechał do Francji oraz na Kubę, a następnie do NRD. W 1961 w Rabacie został wybrany sekretarzem ds. informacji i propagandy Powszechnego Związku Studentów Czarnej Afryki (União Geral dos Estudantes da África Negra, UGEAN). W Berlinie zdobył doktorat z ekonomii na Uniwersytecie Humboldta.

## Działalność narodowa

Kolonie portugalskie w Afryce (kolor pomarańczowy)

W latach 60. XX wieku zaangażował się w działalność ruchu narodowowyzwoleńczego, którego celem było uniezależnienie się Wysp Świętego Tomasza i Książęcej od Portugalii. W 1960 był jednym z założycieli Komitetu na rzecz Wyzwolenia Wysp Świętego Tomasza i Książęcej (Comitê pela Libertação de São Tomé e Príncipe, CLSTP), który jako pierwszy podjął się zorganizowanej walki z kolonizatorem. W roku następnym CLSTP wszedł w skład Konferencji Organizacji Nacjonalistycznych Kolonii Portugalskich (Conferência das Organizações Nacionalistas das Colónias Portuguesas, CONCP), zrzeszającej ugrupowania walczące o niepodległość w Gwinei Bissau i Republice Zielonego Przylądka (PAIGC), Angoli (MPLA) oraz w Mozambiku (FRELIMO). Walki zbrojne, w przeciwieństwie do pozostałych krajów, ominęły Wyspy Świętego Tomasza i Książęcą. Pinto da Casto w tym czasie, wspólnie z pozostałymi działaczami, przebywał na emigracji w Libreville w Gabonie.
Wewnętrzne spory w CLSTP doprowadziły do wielu rozłamów w ruchu, który po 1966 coraz bardziej tracił na znaczeniu. W celu jego ożywienia, w lipcu 1972 spotkał się razem z 8 innymi działaczami w Santa Isabel (dzisiejsze Malabo w Gwinei Równikowej) i założył Ruch Wyzwolenia Wysp Świętego Tomasza i Książęcej (Movimento de Libertação de São Tomé e Príncipe, MLSTP). Został wybrany sekretarzem generalnym ugrupowania, a pozostali  działacze (m.in. Miguel Trovoada jako zastępca sekretarza generalnego) weszli w skład biura politycznego z siedzibą w Santa Isabel. Program nowej partii zakładał „pełną niepodległość”. „ustanowienie republikańskich, demokratycznych, świeckich, antykolonialnych i antyimperialnych rządów”. reformę rolną z redystrybucją ziemi oraz stopniowe wprowadzenie gospodarki planowej. W 1973 MLSTP została uznana przez Organizację Jedności Afrykańskiej.
MLSTP podjął działalność narodowowyzwoleńczą na większą skalę dopiero po zamachu stanu i rewolucji goździków w Portugalii 24 kwietnia 1974. Pinto da Costa, w obawie przed represjami w kraju, w dalszym ciągu pozostawał jednak zagranicą, przenosząc biuro polityczne partii do Libreville. Antykolonialne protesty w kraju podjęły natomiast radykalne grupy studentów, którzy w czerwcu 1974 przy pomocy kierownictwa MLSTP, zostali sprowadzeni w tym celu ze studiów w  Lizbonie. Do września zdołali oni zmobilizować do wystąpień ludność kreolską oraz robotników z plantacji, domagając się przy tym uznania MLSTP przez władze kolonialne za jedynego prawowitego przedstawiciela ludność santomańskiej. Pod koniec września Portugalia rozpoczęła negocjacje z kierownictwem MLSTP w Libreville. 26 listopada 1974 w Algierze podpisane zostało ostateczne porozumienie, zakładające 6-miesięczny okres przejściowy z rządem złożonym z 5 ministrów (z czego 4 z MLSTP) pod nadzorem portugalskiego Wysokiego Komisarza. Okres zakończyć miały wybory do Zgromadzenia Konstytucyjnego i powołanie nowych władz suwerennego już państwa. Rząd przejściowy powołany został 21 grudnia 1974. Pinto da Costa osobiście nie wszedł w jego skład. W wyborach z 7 lipca 1975 MLSTP, jako jedyna startująca siła polityczna, zdobył wszystkie 16 mandatów. 12 lipca 1975 Wyspy Świętego Tomasza i Książęca oficjalnie ogłosiły niepodległość.

## Prezydent (1975–1985)

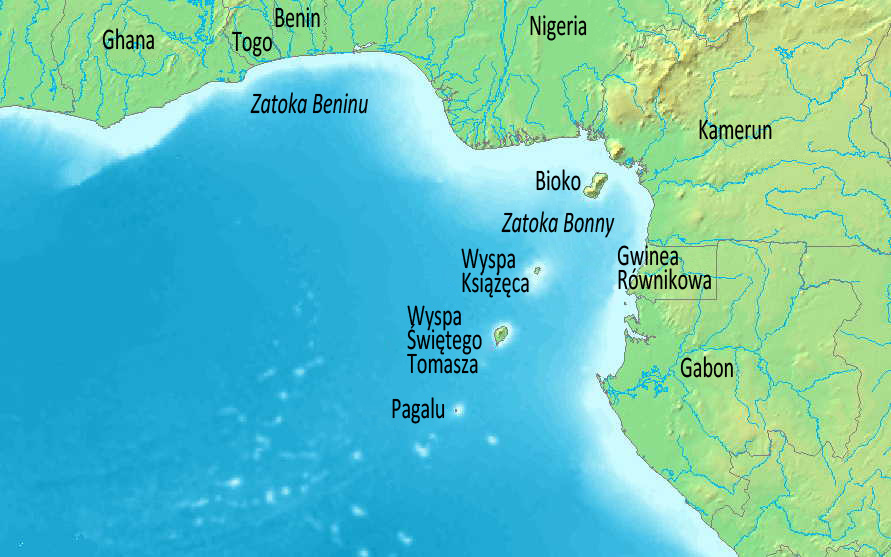
Położenie Wysp Świętego Tomasza i Książęcej w Zatoce Gwinejskiej

Wraz z ogłoszeniem niepodległości, Manuel Pinto da Costa 12 lipca 1972 został wybrany przez Zgromadzenie Konstytucyjne na urząd prezydenta Wysp Świętego Tomasza i Książęcej. Urząd premiera objął natomiast Miguel Trovoada. W listopadzie 1975 Zgromadzenie Konstytucyjne uchwaliło konstytucję kraju. Określała ona MLSTP jako „przewodnią siłę polityczną narodu”. uprawnioną do określenia orientacji politycznej państwa. Państwo przyjęło wzorowany na radzieckim ustrój socjalistyczny, podobnie jak inne dawne afrykańskie kolonie portugalskie. Władza ustawodawcza formalnie należała do Ludowego Zgromadzenia Narodowego (ANP), jednakże kandydatów na deputowanych wskazywał wyłącznie MLSTP, a samo ciało każdorazowo zatwierdzało akty prawne przyjęte przez rząd.  Wkrótce po objęciu władzy prezydent przystąpił do rozbudowy aparatu partyjnego oraz tworzenia aparatu bezpieczeństwa. W 1975 stworzone zostały partyjne sekcje dla dzieci (Organizacja Pionierów, OPSTEP), młodzieży (Młodzież MLSTP) i kobiet (Organizacja Kobiet, OMSTEP). Zakazana była jakakolwiek działalność organizacji politycznych i stowarzyszeń poza oficjalnymi strukturami MLSTP. Pod koniec 1975 powołany został Specjalny Trybunał ds. Działań Kontrrewolucyjnych (TEACR), mający za cel tropienie prawdziwych bądź domniemanych przeciwników rządu. Stworzony Departament Bezpieczeństwa Narodowego podlegał bezpośrednio prezydentowi. We wrześniu 1977 sformowano Rewolucyjne Siły Zbrojne Wysp Świętego Tomasza i Książęcej (FARSTP), a dwa lata później wprowadzono obowiązkowy pobór do wojska wobec wszystkich mężczyzn.
Ponieważ nie całe ścisłe kierownictwo partii przekonane było do kierunku politycznego obranego przez prezydenta, na tym tle zaczęło dochodzić do tarć i sporów. Część biura politycznego opowiadała się za bardziej liberalnym podejściem do gospodarki i prozachodnią polityką. Prezydent rozpoczął wówczas politykę eliminacji osób kontestujących jego decyzje. Już w 1976 z rządu odszedł Carlos Graça, udając się potem na emigrację do Gabonu. Został on następnie skazany na 24 lata przymusowych robót. W 1976 pod zarzutem spiskowania przeciwko prezydentowi i rządowi aresztowanych zostało 9 osób. Specjalny Trybunał ds. Działań Kontrrewolucyjnych skazał ich na kary od 3 miesięcy do 16 lat pozbawienia wolności. W tym samym roku aresztowany został także Albertino Neto, dowódca FARSTP oraz 6 innych oficerów, których oskarżono o bycie imperialistycznymi agentami oraz planowanie zabójstwa prezydenta i ostatecznie skazano na kary pozbawienia wolności. Prezydent Pinto da Costa tworzył w tym czasie w kraju atmosferę zbliżającego się zagrożenia zewnętrznego ze strony imperialistów. Donosił nawet dyplomatom z  OJA i ONZ o nieuchronności inwazji na jego kraj. W marcu 1978 Pinto da Costa, po ogłoszeniu udaremnienia próby zamachu stanu, sprowadził do kraju w celu wzmocnienia własnego bezpieczeństwa 1,5-tysięczny kontyngent wojsk z Angoli i Gwinei Bissau. Do kraju przybyli także doradcy polityczny, wojskowi i gospodarczy z ZSRR, Kuby oraz krajów bloku wschodniego.  W kwietniu 1979 prezydent zdymisjonował premiera Miguela Trovoadę, opowiadającego się za bardziej liberalnym podejściem do gospodarki. Urząd premiera został zniesiony, a jego kompetencje znalazły się w gestii szefa państwa. W sierpniu 1979 ludność kreolska na Wyspie Świętego Tomasza zorganizowała dwudniowe wystąpienia społeczne, sprzeciwiając się spisowi powszechnemu, który uważała za pierwszy krok do wprowadzenia przymusowej pracy na rzecz państwa. We wrześniu 1979 Trovoada został aresztowany pod zarzutem inspirowania ostatnich zamieszek oraz udziału w planowaniu zamachu stanu z 1978. Uznany za „wroga ludu”. przebywał w areszcie do lipca 1981, kiedy pozwolono mu na opuszczenie kraju i wyjazd do Francji.

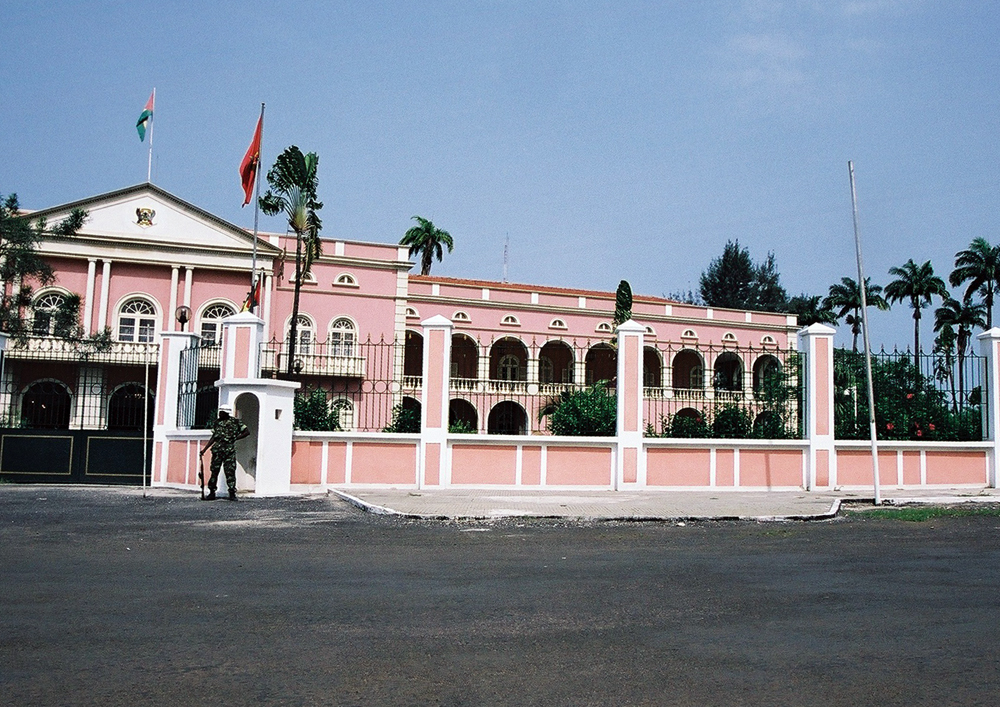
Pałac prezydencki w São Tomé

W wyborach do Ludowego Zgromadzenia Narodowego w 1980 MLSTP zdobył wszystkie mandaty. 14 maja 1980 parlament dokonał wyboru prezydenta Manuela Pinto da Costy na drugą kadencję.
Od początku lat 80. XX wieku Pinto da Costa cieszył się pełnią władzy. W swoim ręku skupiał stanowiska szefa państwa, szefa rządu, naczelnego dowódcy sił zbrojnych oraz szefa partii rządzącej. W kraju nie funkcjonowały żadne siły opozycyjne, a opozycyjna emigracja polityczna była rozdrobniona, pozbawiona kontaktu z ojczyzną i większego znaczenia. W listopadzie 1980 władze udaremniły kolejny rzekomy zamach stanu. W grudniu 1981 na Wyspie Książęcej wybuchły zamieszki społeczne z powodu niedoboru produktów żywnościowych, połączone z wystąpieniami separatystów domagających się autonomii dla wyspy. W rezultacie prezydent zdymisjonował ministra obrona i szefa służb specjalnych, Daniela Daio, który był jednym z ostatnich jego potencjalnych rywali wewnątrz partii. W 1982 Daio, w proteście przeciwko polityce prezydenta, zrezygnował z członkostwa w biurze politycznym MLSTP. W tym samym roku na emigrację udał się Leonel Mário d’Alva, premier rządu przejściowego z lat 1974–1975 i były minister spraw zagranicznych. Prezydent uzyskał pełnię swobody dla obsady stanowisk w partii i rządzie swoimi zaufanymi ludźmi. W wyborach do parlamentu w 1985 MLSTP raz jeszcze obsadził wszystkie mandaty. 30 września 1985 Ludowe Zgromadzenie Narodowe wybrało Manuela Pinto da Costę na trzecią kadencję prezydenta.

## Polityka gospodarcza
Młode państwo na progu swojej niepodległości musiało zmierzyć z licznymi wyzwaniami w dziedzinie gospodarki. Ponieważ porozumienie z rządem portugalskim z 1974 nie poruszało kwestii dalszych losów ludności portugalskiej na Wyspach Świętego Tomasza i Książęcej, a przez to nie gwarantowało im bezpieczeństwa i poszanowania własności prywatnej, większość z nich opuściła wyspy. Były to głównie zamożne elity dysponujące kapitałem oraz wykwalifikowane kadry urzędnicze, co spowodowało poważne braki w funkcjonowaniu nowego państwa. Początkowo Wyspy Świętego Tomasza i Książęca borykały się z deficytem budżetowym i chaosem gospodarczym. Prezydent Pinto da Costa nie szukał pomocy w Portugalii, lecz zwrócił się w kierunku innych portugalskojęzycznych państw regionu, w tym głównie Angoli, a także państw bloku komunistycznego, na czele z ZSRR, Kubą i Chińską Republiką Ludową. W rezultacie, do kraju napłynęli doradcy propagujący socjalistyczny model rozwoju gospodarki. Również sam prezydent, ekonomista kształcony w NRD, w pełni wyznawał słuszność tej drogi. Zasobna w ropę naftową Angola dostarczała pomoc gospodarczą w postaci dostaw paliwa po preferencyjnych cenach (4 USD za baryłkę zamiast cen rynkowych w wysokości 18–20 USD), a często zupełnie bezpłatnie. W zamian otrzymywała pełne poparcie w sprawie toczącej się w tym kraju wojnie domowej.
Wkrótce po objęciu władzy prezydent rozpoczął wprowadzenie gospodarki centralnie planowanej. Znacjonalizowane zostały przedsiębiorstwa i fabryki, banki i usługi finansowe, nastąpiła kolektywizacja wsi, utworzono sieć państwowych sklepów. Dwie kontrolowane przez państwo spółki kontrolowały import i eksport oraz dystrybucję dóbr wewnątrz kraju. W państwie zaczęła szerzyć się korupcja i nepotyzm. Stanowiska w administracji i sektorze gospodarczym obejmowali partyjni oficjele lojalni wobec rządzących. Zyskiwali oni dostęp do dóbr, podczas gdy pozostała część społeczeństwa żyła w biedzie.  Jednym z głównych wyzwań dla nowych władz, któremu ostatecznie nie sprostały, była dywersyfikacji sektora gospodarczego. Niepodległe państwo odziedziczyło monokulturową gospodarkę, która opierała się na eksporcie kakao oraz imporcie wszystkich pozostałych dóbr, w tym dóbr konsumpcyjnych i żywności. Po opuszczeniu wysp przez Portugalczyków produkcja kakao nie zyskała jednak na jakości i efektywności. W 1975 w porównaniu z latami wcześniejszymi spadła o blisko 50%, do ok. 5 tys. ton. Rolnikom pracującym na państwowych plantacjach brakowało wiedzy i doświadczenia, a państwo nie inwestowano w nowe technologie. W rolnictwie nie przeprowadzono nigdy reformy rolnej, nie rozparcelowano ziemi, w związku z czym jej część pozostawała niewykorzystana. Zamiast rozwijać własne rolnictwo, państwo subsydiowało ceny importowanej żywności i paliw.
Załamanie gospodarcze Wysp Świętego Tomasza i Książęcej nastąpiło w pierwszej połowie lat. 80. XX wieku, gdy na światowych rynkach spadły ceny kakao. Eksport kakao, który w 1975 wynosił 5,2 tys. ton, w 1983 spadł do 3,4 tys. ton. Zmniejszyły się również dochody z eksportu tego surowca, z 24 mln USD w 1979 do 5,9 mln USD w 1981. Kraj znalazł się w sytuacji rosnącego deficytu budżetowego, co spowodowało konieczność ograniczenia inwestycji, wydatków społecznych i importu, a przez to niekorzystnie odbiło się na sytuacji życiowej obywateli. Doszło nawet do braków w zaopatrzeniu w medykamenty, co przyczyniło się do rozprzestrzeniania się malarii. Władze, aby zaspokoić popyt wewnętrzny zaczęły zaciągać zagraniczne pożyczki, co prowadziło do spirali zadłużeniowej i wzrostu inflacji.

## Transformacja polityczna i gospodarcza (1985–1990)
Proces odchodzenia Wysp Świętego Tomasza i Książęcej od gospodarki planowej i monopartyjnego systemu politycznego był stopniowy i pokojowy. Trwał około pięciu lat. Spowodowała go nie tyle presja społeczna, ile czysta ekonomiczna konieczność związana z katastrofalną sytuacją sektora gospodarki.
W lipcu 1984 prezydent Pinto da Costa po raz pierwszy publicznie przyznał, że władza podjęła złe decyzje polityczne z powodu braku doświadczenia. Jednocześnie rozpoczął wysiłki dyplomatyczne na rzecz polepszenia stosunków z państwami zachodnimi i organizacjami międzynarodowymi w celu pozyskania od nich pomocy gospodarczej. W rezultacie doszło do nawiązania pierwszych kontaktów handlowych i inwestycji zagranicznych na wyspach. W 1986 podpisano pierwszy kontrakt o zarządzaniu santomańską plantacją kakao przez zagraniczną firmę. W późniejszym czasie zmienione zostało ustawodawstwo w zakresie inwestowania w celu przyciągnięcia większej liczby zagranicznych inwestorów.
Liberalizacja gospodarcza rozpoczęła się najpierw w sektorze sprzedaży detalicznej i handlu. W 1987 prezydent podpisał z Bankiem Światowym i Międzynarodowym Funduszem Walutowym porozumienie o programie zmian strukturalnych (Structural Adjustment Programme, SAP). W zamian za przeprowadzenie reform otrzymał od tych instytucji wsparcie finansowe. Państwo zobowiązało się do redukcji deficytu budżetowego, dewaluacji waluty, prywatyzacji nierentownych zakładów państwowych, liberalizacji przepisów gospodarczych, dywersyfikacji gospodarki poprzez rozwój innych upraw rolniczych i rozwój turystyki, przeprowadzenia reformy rolnej, redukcji zatrudnienia w administracji publicznej. Program doprowadził do napływu zagranicznego kapitału, co przyspieszyło modernizację krajowej gospodarki.
Równocześnie ze zmianami w zakresie gospodarki, podjęte zostały działania na rzecz liberalizacji sfery politycznej. Prezydent przyjął taktykę zyskiwania poparcia dysydentów, często byłych członków wykluczonych z partii. W ten sposób do rządu w 1988 jako minister spraw zagranicznych powrócił Carlos Graça. Jego powrót umożliwił Pinto da Coście osłabić wewnętrzną opozycję w partii i zyskać wiarygodność na arenie międzynarodowej jako propagatora reform. W grudniu 1989 odbyła się Konferencja Narodowa Ruchu Wyzwolenia Wysp Świętego Tomasza i Książęcej (MLSTP), na której delegaci opowiedzieli się za wprowadzeniem w kraju wielopartyjnego i demokratycznego systemu rządów.
22 sierpnia 1990 rząd zorganizował powszechne referendum konstytucyjne. Zmiany polityczne poparło 72% zarejestrowanych wyborców (95,4% głosujących). Nowa konstytucja została przyjęta 10 września 1990. Wprowadzała ona ustrój wielopartyjny, znosiła karę śmierci, gwarantowała swobody obywatelskie, wprowadzała maksymalnie dwie 5-letnie kadencje prezydenta, a władzę ustawodawczą powierzała 55-osobowemu Zgromadzeniu Narodowemu. W październiku 1990 MLSTP zmienił nazwę na Ruchu Wyzwolenia Wysp Świętego Tomasza i Książęcej-Partia Socjaldemokratyczna (Movimento de Libertação de São Tomé e Príncipe/Partido Social Democrata, MLSTP-PSD). Nowym sekretarzem generalnym partii został wybrany Carlos Graça. Pinto da Costa nie ubiegał się o to stanowisko, gdyż planował start w wyborach prezydenckich jako kandydat ponadpartyjny. W kraju powstawały nowe ugrupowania polityczne, zakładane przez powracających z emigracji opozycyjnych polityków.
W pierwszych wielopartyjnych wyborach parlamentarnych 21 stycznia 1991 zwycięstwo uzyskała Partia Konwergencji Demokratycznej (Partido de Convergência Democrática, PCD), która zdobyła 33 mandaty w Zgromadzeniu Narodowym. MLSTP-PSD zajął drugie miejsce, uzyskawszy 21 mandatów i znalazł się po raz pierwszy w historii w opozycji. Na czele rządu stanął lider PCD, Daniel Daio.
Po przegranych przez MLSTP-PSD wyborach do parlamentu, prezydent Pinto da Costa zrezygnował z udziału w wyborach prezydenckich w obawie przed możliwością porażki. Wybory zorganizowane 3 marca 1991 wygrał Miguel Trovoada, który w powrócił z emigracji w maju 1990. Startował jako kandydat niezależny, z poparciem PCD i innych partii. MLSTP-PSD nie wystawił swojego kandydata. W lutym 1991 z wyborów wycofało się dwóch pozostałych kandydatów i Trovoada, jako jedyny kandydat, zdobył 81,8% głosów (18,2% głosów było nieważnych), przy frekwencji wynoszącej 61,8%. Nazajutrz po wyborach Manuel Pinto da Costa zrezygnował ze stanowiska prezydenta, a jego obowiązki do 3 kwietnia 1991 przejął Leonel Mário d’Alva, kiedy zaprzysiężony został Miguel Trovoada.

## Polityka zagraniczna

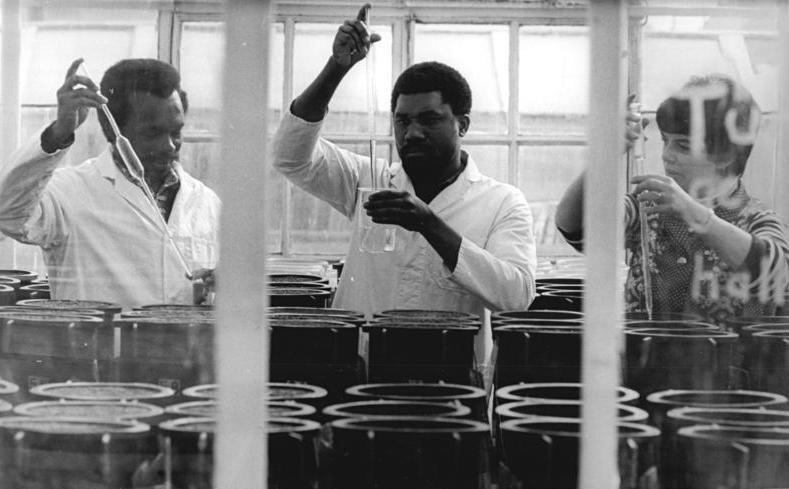
Współpraca naukowa w bloku wschodnim, Uniwersytet Karola Marksa w Lipsku, 1984

Po uzyskaniu niepodległości przez Wyspy Świętego Tomasza i Książęcą od Portugalii, prezydent Pinto da Costa nawiązał bliskie stosunki z portugalskojęzycznymi państwami regionu: Angolą, Gwineą Bissau i Mozambikiem. Wynikało to poniekąd ze wspólnych doświadczeń z czasów prowadzenia działań na rzecz dekolonizacji. Ugrupowania walczące w tych krajach o niezależność, w tym MLSTP, skupione były w Konferencji Organizacji Nacjonalistycznych Kolonii Portugalskich. Opowiadały się one za ideologią lewicową. Szczególnie bliskie relacje łączyły Pintę da Costa z prezydentem Angoli José Eduardo dos Santosem. W ramach dwustronnej współpracy Angola dostarczała Wyspom Świętego Tomasza i Książęcej pomoc gospodarczą, w tym ropę naftową po preferencyjnych cenach, uzyskując w zamian pełne poparcie dla swoich działań na arenie międzynarodowej w czasie trwania wojny domowej. W 1978 prezydent, po rzekomej próbie zamachu stanu, sprowadził z Angoli i Gwinei Bissau kontyngent wojsk w celu wzmocnienia swojej osobistej ochrony.
Przez pierwsze 10 lat swojej prezydentury Pinto da Costa utrzymywał ścisłe stosunki z państwami bloku komunistycznego, a zwłaszcza z ZSRR, Chińską Republiką Ludową, Kubą oraz NRD. Z państw tych przybyli liczni doradcy polityczni, gospodarczy i wojskowi, którzy pomagali kształtować socjalistyczny model rozwoju państwa. ZSRR zainstalował i zarządzał systemem radarowym na wyspach. Istniał on do upadku Związku Radzieckiego i obejmował zasięgiem cały morski i nabrzeżny rejon Zatoki Gwinejskiej. Wpływy państw bloku wschodniego obecne były na wielu płaszczyznach. W zakresie edukacji organizowane były różne zagraniczne kursy edukacyjne i zagraniczne stypendia dla studentów, m.in. na Uniwersytecie Patrice’a Lumumby w Moskwie (ob. Uniwersytet Przyjaźni Ludowej). Do kraju przybywali kubańscy nauczyciele, a także kubańscy lekarze i pielęgniarki zapewniający odpowiedni poziom opieki zdrowotnej.

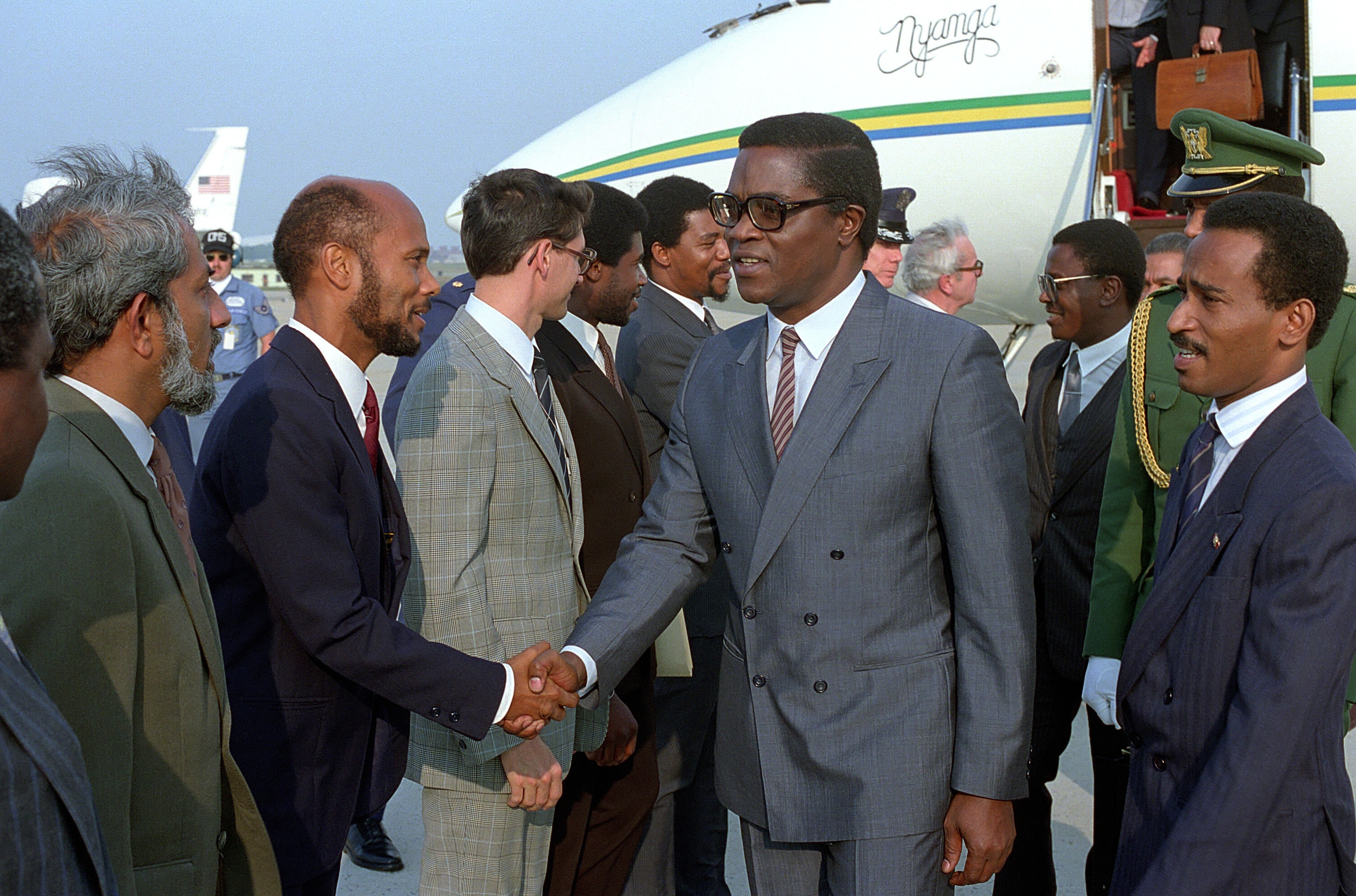
Prezydent Manuel Pinto da Costa w czasie wizyty w Stanach Zjednoczonych, wrzesień 1986

Na arenie międzynarodowej już w 1972 MLSTP został uznany przez OJA. Po uzyskaniu niepodległości kraj dołączył do ONZ i innych organizacji międzynarodowych. Był aktywny na forum ruchu państw niezaangażowanych. W 1977 został członkiem Banku Światowego i MFW oraz wprowadził własną jednostkę walutową, dobrę. W 1978 dołączył do Konwencji z Lomé (porozumienia handlowego między Wspólnotami Europejskimi i państwami AKP), a w 1983 był współzałożycielem Wspólnoty Gospodarczej Państw Afryki Środkowej.
W połowie lat 80. XX wieku prezydent Pinto da Costa rozpoczął zwrot w polityce zagranicznej z powodu złej sytuacji gospodarczej w kraju. Zacieśnił współpracę z państwami zachodnimi, w tym zwłaszcza ze Stanami Zjednoczonymi, Portugalią oraz Francją. W 1987 podpisał z Bankiem Światowym i MFW trzyletni program zmian strukturalnych, w ramach którego do kraju napłynęła pomoc finansowa. Na zmianę kierunku polityki miał również wpływ kryzys gospodarczy w państwach bloku wschodniego i powoli postępujący jego demontaż, co spowodowało ograniczenie przysyłanej z ich strony pomocy. Stany Zjednoczone akredytowały swojego pierwszego ambasadora w São Tomé w 1985. W 1986 prezydent Pinto do Costa udał się z wizytą do Waszyngtonu, gdzie spotkał się z ówczesnym wiceprezydentem George’em Bushem. Oba kraje nawiązały wkrótce współpracę wojskową.

## Kandydat w wyborach prezydenckich i szef partii
W 1993 Manuel Pinto da Costa stanął na czele delegacji obserwatorów z National Democratic Institute for International Affairs oraz Carter Center w czasie pierwszych wielopartyjnych wyborów w Burundi.
W październiku 1994 MLSTP-PSD wygrał wcześniejsze wybory parlamentarne, zdobywając 27 mandatów i pokonując PCD oraz Niezależną Akcję Demokratyczną (Acção Democrática Independente, ADI), powołaną przez zwolenników prezydenta Trovoady, które uzyskały po 14 mandatów. Trzy partie tworzyły w czasie kadencji parlamentu koalicje w różnych konfiguracjach. W marcu 1996 Manuel Pinto da Costa został wybrany kandydatem MLSTP-PSD w wyborach prezydenckich. Wybory, początkowo planowane na marzec 1996, zostały w lutym przesunięte przez komisję wyborczą na czerwiec z powodu opóźnień w sporządzaniu spisu wyborców. W pierwszej turze wyborów 30 czerwca 1996 Pinto da Costa zdobył 39,1% głosów, tuż za ubiegającym się o reelekcję prezydentem Miguelem Trovoadą, który uzyskał 40,9% głosów. W drugiej turze 21 lipca 1996 Pinto da Costa przegrał z prezydentem Trovoadą stosunkiem głosów 47,25% do 52,74%. Choć początkowo zaakceptował przegraną, pod koniec lipca zakwestionował wyniki i złożył skargę do Sądu Najwyższego, powołując się na nieprawidłowości przy tworzeniu spisu wyborców. Na początku sierpnia sąd stwierdził, że nie jest w stanie rozstrzygnąć skargi i wezwał rząd, by szukał rozwiązania na drodze arbitrażu międzynarodowego. Jednakże 20 sierpnia 1996 Pinto da Costa wycofał protest wyborczy i uznał wybór Trovoady.
Na nadzwyczajnym kongresie MLSTP-PSD w maju 1998 został wybrany nowym przewodniczącym partii. Nowy statut partii wprowadzał funkcję przewodniczącego w miejsce sekretarza generalnego, które to stanowisko zajmował wcześniej Francisco Fortunato Pires. W wyborach parlamentarnych 8 listopada 1998 MLSTP-PSD zdobył pod jego przywództwem większość miejsc w Zgromadzeniu Narodowym (31 z 55 mandatów) i objął samodzielne rządy.
29 lipca 2001 Pinto da Costa wziął po raz drugi udział w wyborach prezydenckich. Jako lider partii rywalizował z Fradique'iem de Menezesem, biznesmenem startującym z ramienia ADI. W pierwszej i jedynej turze głosowania wygrał de Menezes, zdobywając 55,18% głosów. Pinto da Costa zajął drugie miejsce z wynikiem 39,98% głosów. W wyborach parlamentarnych w marcu 2002 MLSTP-PSD utrzymała największą liczbę mandatów w Zgromadzeniu Narodowym (24 mandaty), lecz tylko z przewagą jednego miejsca. W 2002 doszło do niewyjaśnionego ataku na biuro Pinto da Costy. Na kongresie partii 27 lutego 2005 Guilherme Posser da Costa zastąpił go na stanowisku przewodniczącego. W późniejszym czasie były prezydent objął funkcję „dożywotniego ambasadora” przy pozarządowej organizacji International Parliament for Safety and Peace z siedzibą w Palermo, zajmującą się promocją pokoju. Kierował w niej Departamentem Spraw Zagranicznych.

## Wybory prezydenckie 2011
W 2011 Manuel Pinto da Costa zdecydował się po raz trzeci na udział w wyborach prezydenckich, zaplanowanych na 17 lipca 2011. 24 maja 2011, jako pierwszy z kandydatów, zarejestrował swoją kandydaturę, startując jako kandydat niezależny. W czasie kampanii wyborczej obiecywał stabilne rządy oraz eliminację korupcji i ubóstwa. Opowiadał się rozwojem gospodarki i rolnictwa oraz zapewnieniem krajowi samowystarczalności żywnościowej. W czerwcu 2011 opublikował autobiograficzną książkę Terra Firme, w której opisywał swoje dotychczasowe działania polityczne oraz plany na przyszłość.
W sondażach przedwyborczych typowany był na zwycięzcę wyborów. Jego głównym rywalem był Evaristo Carvalho, były premier oraz przewodniczący Zgromadzenia Narodowego z rządzącej ADI. W pierwszej turze głosowania 17 lipca 2011 Pinto da Costa zajął pierwsze miejsce, zdobywając 35,62% głosów poparcia, podczas gdy Carvalho uzyskał 21,79% głosów.
W drugiej turze wyborów 7 sierpnia 2011 pokonał Carvalho, zdobywając 52,88% głosów. Urząd szefa państwa objął 3 września 2011. W uroczystości zaprzysiężenia w Zgromadzeniu Narodowym uczestniczyli prezydenci Nigerii (Goodluck Jonathan), Republiki Zielonego Przylądka (Pedro Pires) oraz Gwinei Równikowej (Teodoro Obiang Nguema Mbasogo). Pinto da Costa zapowiedział sprawowanie władzy w oparciu o dialog z innymi instytucjami i partiami politycznymi.

## Wybory prezydenckie 2016
Pinto da Costa kandydował ponownie na urząd prezydenta w wyborach w 2016 roku. Przegrawszy w pierwszej turze z Evaristo Carvalho, wycofał się z wyścigu prezydenckiego, przekonując, że proces wyborczy był „pełen oszustw” i tym samym zapewniając rywalowi zwycięstwo.